# Dotto toracico
Il dotto toracico è il punto di contatto tra sistema linfatico e sistema cardiovascolare; tramite esso infatti la linfa si riversa nel sangue venoso. È situato nella parte superiore dell'addome, dietro il peritoneo. Raccoglie tutta la linfa del corpo, ad esclusione di quella proveniente dal braccio destro, dalla parte destra del torace, dal collo e dalla testa, che invece viene raccolta dal dotto linfatico destro.
Ha origine dalla confluenza dei tronchi lombare destro, lombare sinistro e intestinale, che si uniscono in una dilatazione chiamata cisterna di Pecquet all'altezza delle prime vertebre lombari. Si estende verticalmente per 38-45 cm risalendo lungo la linea mediana anteriormente ai corpi vertebrali e posteriormente alla aorta. Penetra nel torace attraverso l'orifizio aortico del diaframma, decorre nel mediastino posteriore e a livello di T4 si fa obliquo verso sinistra e verso l'alto, passa posteriormente alla carotide comune sinistra ed alla vena giugulare sinistra, per poi sfociare nella giunzione tra la vena succlavia sinistra e la vena giugulare sinistra, alla base del collo.
Nell'adulto, il dotto toracico trasporta dai 2 ai 4 litri di linfa al giorno. Quando questo risulta bloccato o danneggiato, può accumularsi rapidamente una grande quantità di linfa nella cavità pleurica, condizione chiamata chilotorace.
I primi segni di un problema al dotto toracico sono rappresentati da un allargamento del linfonodo di Virchow, un nodo linfatico posto nella regione sopraclavicolare sinistra, vicino a dove questo si riversa nella vena succlavia.